# 森田武博
森田 武博（もりた たけひろ、1982年10月28日 - ）は、日本の俳優。クルーズプロモーション所属。広島県福山市出身。

## 出演

### テレビドラマ
- 家政婦は見た（テレビ埼玉、2018年、竹田謙）[要出典]
- ゼロからイチ～アイドル探偵の奮闘記（2019年、葛原塁）[要出典]